# Inverso Pinasca
Inverso Pinasca es una localidad y comune italiana de la provincia de Turín, región de Piamonte, con 659 habitantes.
Está situado en el Valle Chisone, uno de los Valles Occitanos. Limita con los municipios de Perosa Argentina, Pinasca, Pomaretto, Pramollo, San Germano Chisone y Villar Perosa.

## Evolución demográfica
| Gráfica de evolución demográfica de Inverso Pinasca entre 1861 y 2001 |
|                                                                       |
| Fuente ISTAT - elaboración gráfica de Wikipedia                       |